# Psaliodes acutangula
Psaliodes acutangula là một loài bướm đêm trong họ Geometridae.